# Tina Karol

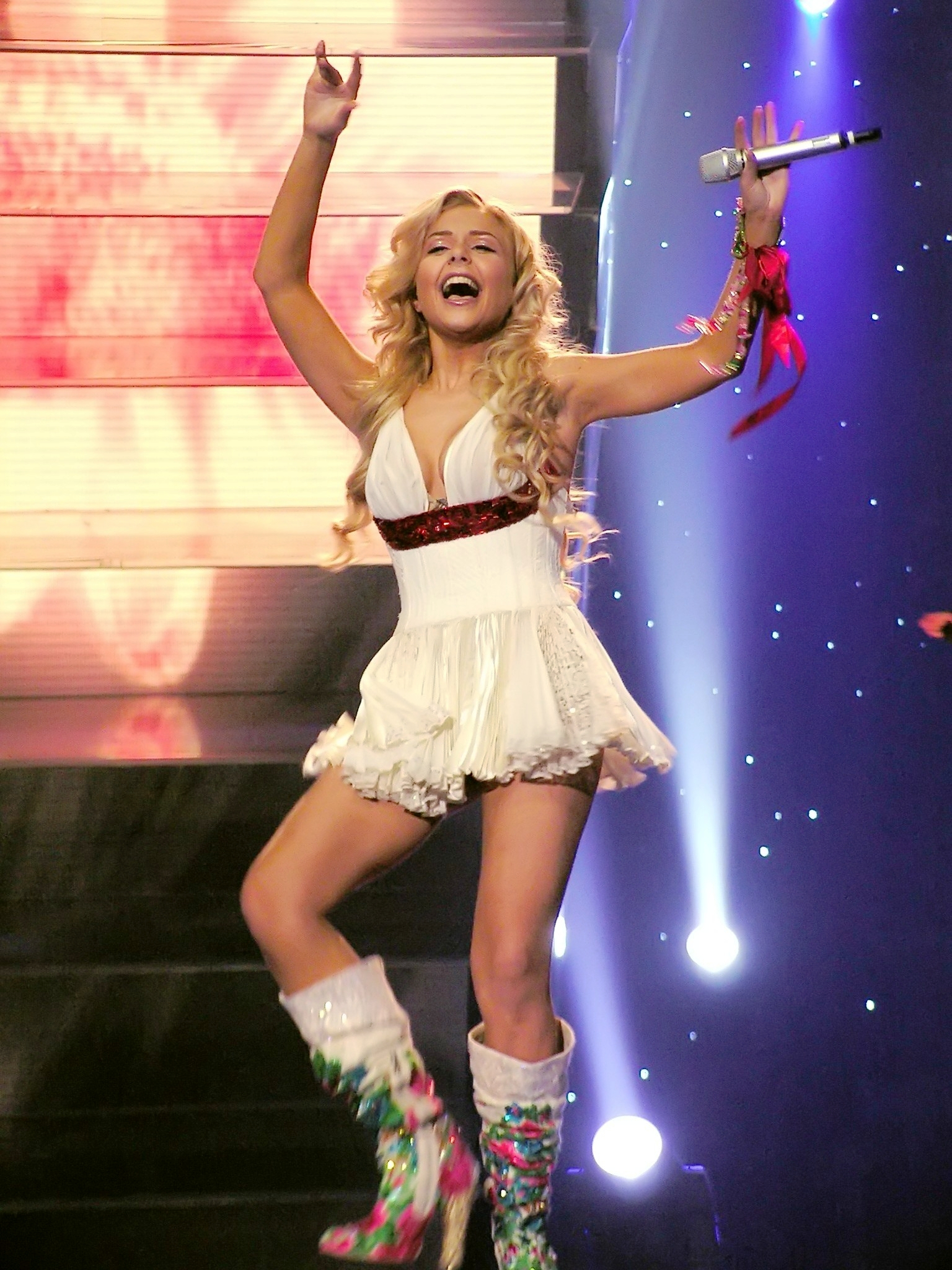
Tina Karol al Festival d'Eurovisió el 2006.

Tina Karol (ucraïnès: Тіна Кароль)  (Orotukan, 25 de gener de 1985) nom artistic de Tetiana Grigorivna Liberman és una cantant ucraïnesa.

## Biografia
Tina Karol va nàixer de pare ucraïnès jueu i mare ucraïnesa a Orotukan, óblast de Magadan, a l'extrem est de Rússia. Quan tenia sis anys va emigrar cap a Ivano-Frankivsk, a l'est d'Ucraïna, ja que el seu pare, Grigori Liberman era de la ciutat de Vashkivtsi. Karol va confessar l'any 2006 que sovint se sentia discriminada a l'escola pel seu cognom jueu. Es va diplomar en una escola de música i en un institut musical a Kíev. Parla amb fluïdesa tant l'ucraïnès com el rus. Quan era adolescent, Karol (amb el seu nom real Tetiana Liberman) va actuar durant quatre anys amb el conjunt de ball de la sucursal de Kíev de l'Agència Jueva, i el seu repertori incloïa cançons en hebreu i en yiddish. L'any 2000 amb aquest conjunt va viatjar als Estats Units, on les aparicions del grup van recaptar diners per als programes de l'Agència Jueva per a Israel a Ucraïna.
En el seu quart any, va rebre una beca del parlament d'Ucraïna.
Karol va participar en un bon nombre de competicions musicals juvenils, regionals i internacionals jueves com també a musicals i espectacles teatrals. Va acabar segona al festival de Letònia "New Wave". Va esdevenir la solista del conjunt de les Forces Armades d'Ucraïna i alhora una personalitat del món televisiu. El 2005 va prendre un nom artístic menys jueu després que els productors de New Wave li haguessin suggerit això.
El 2006 va guanyar la preselecció ucraïnesa al Festival d'Eurovisió amb la cançó en anglès «I Am Your Queen» ("Sóc la teva reina") i així tingué l'oportunitat de representar Ucraïna al festival. Va resultar setena amb 145 punts, interpretant una nova versió de la cançó «Show Me Your Love» ("Mostra'm el teu amor").